# Ямеого, Морис
Морис Ямеого (фр. Maurice Yaméogo; 31 декабря 1921, Кудугу — 9 сентября 1993, Уагадугу) — первый президент Верхней Вольты (ныне Буркина-Фасо) в 1959—1966 годах.
С момента прихода к власти Ямеого начал движение в сторону авторитаризма, сформировав однопартийное государство и устранив политическую оппозицию, объявляя вне закона конкурирующие политические партии и заключая в тюрьму оппозиционных деятелей, которые осмеливались бросить вызов его правлению. Ямеого вёл политику жёсткой экономии, а во внешней политике установил тесные связи с Францией и был ярым антикоммунистом. Усиление экономических проблем и коррумпированное состояние правительства привели к свержению режима в январе 1966 года мирной демонстрацией, а власть перешла в руки военных во главе с подполковником Сангуле Ламизаной. 

## Биография

### Ранние годы
Согласно его официальной биографии, родился 31 декабря 1921 года в Кудугу, городке в 98 км к западу от Уагадугу, вместе со своей сестрой-близнецом Ваманегдо. Был представителем народности моси, то есть принадлежал к крупнейшей этнической группе страны. При рождении получил имя Naoua Laguemba (также пишется Nawalagma), значащее «приходит объединить». Имя Морис получил при крещении. После окончания миссионерской школы учился в католической семинарии, намереваясь стать священником. Однако, познакомившись с Фелисите Загре (будущей своей первой женой), Ямеого оставляет духовную карьеру и поступает на административную службу.

### Профессиональная карьера
С 1946 года — член парламента французских Заморских территорий, с 1948 — член Совета Французской Западной Африки. С 1954 года возглавляет христианский профсоюз CTFC в Верхней Вольте. В 1957 году основывает партию Вольтийское демократическое движение. На прошедших в этом же году в колонии выборах партия получила в местном парламенте 26 мест из 70, входит в правительственную коалицию и Ямеого становится министром сельского хозяйства в правительстве колониальной автономии. В конце 1957, после развала коалиции, переходит в крупнейшую партию Верхней Вольты — Африканское собрание за демократию. В 1958 году он становится министром внутренних дел, затем — премьер-министром. Поддерживал на этой должности вступление Верхней Вольты в планировавшуюся Малийскую Федерацию.
На выборах 30 марта 1959 года новая, созданная Ямеого партия Вольтийский демократический союз завоёвывает 64 места в парламенте из 75. 5 августа 1960 года, с получением Верхней Вольтой независимости, Морис Ямеого становится первым президентом Верхней Вольты (при этом занимает также должность министра внутренних дел). Ещё в январе 1960 года все оппозиционные партии в стране были запрещены. В 1961—1962 годах Ямеого совмещает пост президента с должностью министра обороны, в 1963—1965 годах — с должностью министра государственной безопасности.
Во внешней политике Ямеого ориентировался на сотрудничество с соседними государствами — в первую очередь с Ганой и с Кот-д’Ивуаром.
В 1965 году президент разводится со своей первой женой Фелисите Загре, которая оказывается в заключении. В том же году Ямеого женится на «Мисс Кот-д'Ивуар» Натали Монако. На роскошной церемонии бракосочетания друзьями жениха становятся президент Кот-д'Ивуара Феликс Уфуэ-Буаньи и президент Нигера Амани Диори. 
Незадолго до свадьбы 3 октября 1965 Ямеого был переизбран президентом Верхней Вольты, получив на безальтернативных выборах 99,9 % голосов избирателей при зарегистрированной явке 98,4 %.
Последовавшие несколько месяцев ознаменовались волнениями в стране и всеобщей забастовкой, состоявшейся 3 января 1966 года, Ямеого был вынужден уйти в отставку и президентом становится генерал Сангуле Ламизана. 
До 1968 года Ямеого находился под арестом. Вновь был арестован в 1983 году после прихода к власти Томаса Санкары. Вскоре, спустя два года был освобождён и эмигрировал в Берег Слоновой Кости. Возвратился в Буркина-Фасо лишь в 1990 году.